# Kakiiin
『Kakiiin』（カキーン）は、2007年10月2日より2015年3月23日までTBSラジオで放送されていた音楽を主体としたラジオ番組。基本的に生放送となっている。

## 概説
「大人のためのラジオ番組」をコンセプトに、当初は1970年代から1990年代の洋楽・邦楽を放送。一時期は1975年から1995年までとアナウンスしていた。2009年度後半（シーズン3）より「新旧洋邦　大人のための音楽を提案する番組」とコンセプトワードを変更。70年代から90年代を中心にしながら、新譜なども積極的にオンエアされている。
選曲の幅は非常に幅広く、洋楽邦楽のヒット曲から他の番組ではかかる事のないマニアックな楽曲まで網羅する。基本的に曲はフルコーラスで、7 - 8分といった長尺の楽曲などもフルコーラスでオンエア。帯番組の態勢時には曲数にして半年間で数千曲をオンエアーするという、AMラジオでは久々の大型音楽番組である。
また2009・2010年度後半（シーズン3／4）に放送された「カキーンレジェンド」は、80年代から90年代に大活躍し「伝説」を音楽業界に刻んだ音楽アーティストとダブルパーソナリティで放送。他にもメジャーアーティストが出演することも少なくない。
サウンドステッカーはDJのブライアン・バートンルイスが制作している。

### 特徴など
選曲は各ディレクターが担当しており、2010年度後半（シーズン4）までにおいては曜日によって選曲傾向が異なっていた。
リスナーからのリクエスト、メッセージも受け付ける。日替わりのメッセージテーマ（必ずしも音楽関係に限らない）が設定されており、楽曲の合間に紹介している。
同じアーティストの楽曲は、同じ週にはリクエストしてもオンエアーされないことが多い。
放送作家・構成担当スタッフはおらず、企画内容もスタッフとディレクター自らが考え、当然、メッセージテーマやメッセージもパーソナリティが選んでいる。
レイティング時（偶数月）などには特別企画を放送することがあり、過去には放送禁止とされてきた楽曲を含めた「エロソング」特集を3時間放送したり、CMなどを可能な限り無くし、有名DJによりノンストップDJプレイを放送するといった、過激な企画を実施することがある。2009年ナイターオフ（シーズン3）のクリスマス企画では、飛行船ツェッペリンNT号より全編生放送を実施。リクエストを募集し、送り手のリスナー宅の上空まで飛行船で移動し、楽曲をオンエアーするなどの企画を放送したことがある。
かつての各年度後半、つまりナイターオフシーズンには20時台がJRN系列局へ全国ネットされていた。その上で、日によってTBSとネット局で放送内容が異なる場合もあった。

### 番組名の由来
放送開始当初、タイトルは「火曜日から金曜日まで放送している」ことに由来（2009年4月3日まで）。当初は仮のタイトルだったが、結局これが正式な番組名となる。

## 番組の歴史
- 2007年10月2日放送開始（シーズン1）。当初はプロ野球ナイター（中継）オフシーズン（10月 - 3月）限定で、火曜から金曜までの帯番組として放送（2008年3月28日まで）。
- 2008年9月30日、番組再開（シーズン2）。シーズン1と同じくプロ野球のオフシーズン限定で、火曜から金曜までの帯番組として放送（2009年4月3日まで）。
- 2009年4月6日から月曜週1回の番組（シーズン2.5）として、プロ野球シーズンの時期にも放送（9月28日まで）。
- 2009年10月5日から初めて平日5日間の完全帯番組となる（シーズン3）。また、従来19時からだった放送開始時刻を18時に引き上げ、スポーツ情報を強化。『エキサイトベースボール』のシーズンオフ番組としての役割も担う[2]。全国ネットである月曜以外の20時台は「カキーンレジェンド」を放送。21時台には若手有望アーチストと半年がかりで楽曲を創りあげてゆく「Music Creators」コーナーがスタート。
- 2010年10月4日から再び平日5日間に（シーズン4）。前年度に続いて「カキーンレジェンド」も放送。
- 2010年12月、千葉県浦安市のイクスピアリからの公開生放送を実施。以後2013年まで、年末に同様の企画を実施。
- 2011年3月11日、東日本大震災（東北地方太平洋沖地震）の発生を受けて、2ヶ月程度特別態勢で放送。この影響で同月21日に東京・中野サンプラザで開催予定だったレジェンドパートナーを迎えてのライブと、金曜レジェンドによるイベント、さらには別の日に開催予定だった「Music Creators」火曜レギュラーのライブがそれぞれ中止。
- 2011年4月4日、当時知名度があまり高くなかった女性タレント・きゃりーぱみゅぱみゅを起用した「ウェイウェイレディオ!」コーナー開始（シーズン4.5）。
- 2011年6月27日をもって、放送時間短縮の影響によりスポーツ情報のコーナー「エキサイトスポーツ」を廃止。
- 2011年10月以降も月曜のみ、かつ関東ローカルでの放送となり（シーズン5）、番組タイトルの放送開始時の由来からは逸脱してしまう。リスナー向けには同年8月のレイティング対象日に発表。
- 2012年9月24日をもって、さらなる放送時間短縮により「Music Creators」コーナー終了（シーズン6以降）。
- 2013年8月18日、赤坂サカス内サカスステージで番組イベント「KOMADA SONIC」を開催（2014年3月15日に第2回）。
- 2014年12月24日、東京青山・草月ホールにて、番組主催の有料音楽ライブ「LIVE Kakiiin vol.1~acoustic eve~」開催。
- 2015年2月27日、東京渋谷・TSUTAYA O-Crestにて、「LIVE Kakiiin vol.2」開催。
- 2015年3月20日、TSUTAYA O-Crestにて、「LIVE Kakiiin vol.3～秘密の選曲会議～」開催。番組最後のイベントとなる。
- 2015年3月23日、番組終了。最後のオンエア曲は「さよならの向う側」（山口百恵）。開始から7年半で全708回。
- 2015年11月下旬から同局のFM補完中継局が開局する12月7日までの予定で、試験放送用の番組として大野雄二とLupintic Fiveがゲスト出演・演奏した回（2011年2月24日放送、パーソナリティは土井敏之）のリピート放送を実施[3]。

### 2011年3月中・下旬（シーズン4）の特別態勢
東日本大震災（東北地方太平洋沖地震）が発生した2011年3月11日放送分は、当日出演予定だった初田啓介に代わり番組OBの安東弘樹が担当した。当日の初田は横浜スタジアムでのプロ野球オープン戦「横浜vs.ヤクルト」の取材中に地震に遭い、番組の開始時間までに東京・赤坂のTBSに戻ることができなかったという（11日の放送で安東が、18日の放送で初田本人がそれぞれ発言）。TBSラジオ向けに安東が震災に伴う非常放送を実施していたのに対し、20時台のネット局（少なくとも東北放送・IBC岩手放送を除く）は初田が出演した通常内容の録音放送だった。
緊急事態を受けて20時台の「カキーンレジェンド」は当初アナウンサーのみの進行の予定だったが、「声だけでも被災地の方々に届けたい」という槇原敬之の意向で16日以降は通常態勢となる（ただし各コーナーは18日まで全て自粛）。また、しばらくの間はニュースの時間を増やして各種情報を提供したほか、TBSラジオの送信所がある埼玉県戸田市がいわゆる「計画停電」の対象地域だったため、送信所の電源切り替えの告知が放送されることもあった。
14日以降のTBSラジオでの放送については前後の番組が休止となり、放送時間が最大4時間10分に拡大された。関連する本来のレギュラー番組の状況については次のとおり。
- 渡辺真理のコトバ遺産 〜未来に伝えたいあの一言〜／竹中直人〜月夜の蟹〜…3月14日放送分を休止。
- 角田信朗 〜傾いて候〜 よっしゃあ!…3月14日から5月2日まで放送休止。特別番組が放送された3月28日を除き月曜日の『Kakiiin』の放送時間を延長。放送が再開された5月9日には『Kakiiin』のエンディングで番組再開の告知があった。
  - 3月14日放送分…17:50 - 22:00
  - 3月21日放送分…18:00 - 21:30
  - 3月28日放送分…18:00 - 20:00
- 松尾雄治のノーサイドトーク…3月10日放送分をもって事実上打ち切り。以降火～金曜日の『Kakiiin』は17時50分スタート。
- エンタマン…3月11日以降放送休止。その後の番組再開後はパーソナリティを交代した上で日曜日夜21時からの30分番組に変更。以降火～金曜日の『Kakiiin』は22時までの放送となった。

ネット局の対応としては、大地震で甚大な被害を受けた地域にある東北放送・IBC岩手放送は『Kakiiin』をネットせずに報道特別番組を編成する日があった（ただし4月1日のシーズン4最終回は両局ともにネット）。信越放送は3月15日の放送分について21時30分までネットした。また、大地震でプロ野球の開幕が4月12日に延期になったことで、本来は残り数回を残してネットを打ち切る予定であった中部日本放送・中国放送は4月1日のシーズン4最終回までネットした。

## 放送時間
ネット局は総じて火曜から金曜まで、20:00 - 21:00に放送する。2009年度・2010年度は『カキーンレジェンド』の時間にあたる。
| 2007年度 | 2007年10月2日 - 2008年3月28日 | 19:00 - 22:00（180分） |                                                                                                   |
| 2008年度 | 2008年9月30日 - 2009年4月3日  | 19:00 - 22:00（180分） |                                                                                                   |
| 2009年度 | 2009年10月6日 - 2010年4月2日  | 18:00 - 22:00（240分） | 2010年1月15日 - 4月2日の間は 金曜に限り21:30までの放送 21:30以降は『Good Time, Good Music』を放送 |
| 2010年度 | 2010年10月5日 - 2011年1月28日 | 18:00 - 22:00（240分） |                                                                                                   |
| 2010年度 | 2011年2月1日 - 3月10日        | 18:00 - 21:50（230分） | 21:50 - 22:00は『エンタマン』を放送                                                               |
| 2010年度 | 2011年3月11日 - 4月1日        | 17:50 - 22:00（250分） | 上記参照                                                                                          |

| 2009・10年度 | 2009年4月6日 - 2010年5月10日  | 18:00 - 21:00（180分） | |
| 2010年度     | 2010年5月17日 - 7月26日       | 18:30 - 21:00（150分） | 18:00 - 18:30は『友近のこんなの初めて』を放送                                                                                                 |
| 2010年度     | 2010年8月2日 - 9月27日        | 18:00 - 21:00（180分） | |
| 2010年度     | 2010年10月4日 - 2011年1月24日 | 18:00 - 20:50（170分） | 20:50 - 21:00は『ペナルティとティーンのナキワラジオ↑↑』を放送                                                                                 |
| 2010年度     | 2011年1月31日 - 3月7日        | 18:00 - 21:00（180分） | |
| 2010年度     | 2011年3月14日 - 3月28日       | 上記参照               | |
| 2011年度     | 2011年4月4日 - 5月2日         | 17:50 - 21:30（220分） | |
| 2011年度     | 2011年5月9日 - 6月27日        | 17:50 - 21:00（190分） | 21:00 - 21:30は『角田信朗 〜傾いて候〜 よっしゃあ!』放送再開                                                                                  |
| 2011年度     | 2011年7月4日 - 2012年3月26日  | 18:30 - 21:00（150分） | 2011年7月 - 2013年3月の間は 17:50 - 18:00『政策情報 官邸発』 18:00 - 18:30『パックンマックン・海保知里の英語にThank you!』 をそれぞれ放送     |
| 2012年度     | 2012年4月2日 - 9月24日        | 18:30 - 20:50（140分） | 2011年7月 - 2013年3月の間は 17:50 - 18:00『政策情報 官邸発』 18:00 - 18:30『パックンマックン・海保知里の英語にThank you!』 をそれぞれ放送     |
| 2012年度     | 2012年10月1日 - 12月31日      | 18:30 - 20:30（120分） | 2011年7月 - 2013年3月の間は 17:50 - 18:00『政策情報 官邸発』 18:00 - 18:30『パックンマックン・海保知里の英語にThank you!』 をそれぞれ放送     |
| 2012年度     | 2013年1月7日 - 3月25日        | 18:30 - 20:00（090分） | 2011年7月 - 2013年3月の間は 17:50 - 18:00『政策情報 官邸発』 18:00 - 18:30『パックンマックン・海保知里の英語にThank you!』 をそれぞれ放送     |
| 2013・14年度 | 2013年4月1日 - 2014年12月29日 | 17:50 - 19:30（100分） | 左記の期間は 19:30 - 20:00『チェリッシュ うたものがたり』 2014年9月の1ヶ月間は、 17:50 - 18:00『ドクター石原のえがお元気便』 をそれぞれ放送。 |
| 2014年度     | 2015年1月5日 - 2015年3月23日  | 17:50 - 20:00（130分） | |

## パーソナリティ
- 駒田健吾
  - 2007年度ナイターオフ（シーズン1）は水曜〜金曜、2008年度ナイターオフ（シーズン2）は火曜・水曜、2009・2010年度ナイターオフ（シーズン3／4）は月曜・火曜を担当。
  - またナイター期間の月曜日のみの放送（シーズン2.5／3.5／4.5）では彼が番組のメインパーソナリティを担当する。2011年10月からのシーズン5以降でも同様。番組開始当初から全期間レギュラーを務め、歴代パーソナリティの土井・初田より「ミスターKakiiin」と呼ばれ冷やかされていた。

### 歴代のパーソナリティ・ピンチヒッター
- 安東弘樹
  - シーズン1に火曜担当。このほか、先述の2011年3月11日金曜（シーズン4）や同年9月19日月曜（シーズン4.5）にも出演。
- 土井敏之
  - シーズン2〜4で木曜担当。キャッチフレーズとして「ATM〜赤坂トーキングマシーン」と名乗っていた。
- 初田啓介
  - シーズン2とシーズン4は金曜、シーズン3は水曜を担当。金曜日担当だと「ゴールデン初田」、水曜日担当だと「センター初田」と名乗っていた。
- 小笠原亘
  - シーズン3は金曜、シーズン4は水曜担当。番組内では「DJワッティー」と名乗っていた。
- 柳井麻希（2009年3月13日金曜（シーズン2））
  - WBC取材のために不在だった初田啓介のピンチヒッター。当初TBSラジオでは駒田健吾が務めると告知されていたが、当日労働組合によるストライキが敢行されたため出演キャンセルとなった。なお、女性がメインパーソナリティを務める番組唯一の回となる。

## 主なコーナー

### 2012年10月以降（通称：シーズン6以降）
- きゃりーぱみゅぱみゅのウェイウェイレディオ!（20:10 → 19:35 → 19:05ごろ）
  - 出演：きゃりーぱみゅぱみゅ
- ラストソングクイズ（20:20 → 19:52 → 19:22ごろ） － 2つのヒントをもとに番組の最後にかけられる楽曲を予想する懸賞付きのクイズ。
- 2012年7月以降、回によってはゲストが2組登場することがある。

### 2011年10月 - 2012年9月（通称：シーズン5）
- Kaki-pedia － ※2012年6月末で終了
  - 不定期で穂花が出演
- Music Creators（20:05ごろ）
  - 出演：
    - 秀吉／アシガルユース（2011年10月 - 2012年3月）
    - ecosystem／上間綾乃（2012年4月 - 9月）
- きゃりーぱみゅぱみゅのウェイウェイレディオ!（20:30ごろ）
  - 出演：きゃりーぱみゅぱみゅ
- ラストソングクイズ（20:50 → 20:40ごろ） － 2つのヒント（当シーズンより）をもとに番組の最後にかけられる楽曲を予想する懸賞付きのクイズ。

### 2011年度ナイターインシーズン（通称：シーズン4.5）
- エキサイトスポーツ － ※2011年6月末で終了
- きゃりーぱみゅぱみゅのウェイウェイレディオ!（20:30ごろ）
  - 出演：きゃりーぱみゅぱみゅ
- ラストソングクイズ（20:50ごろ）

### 2010年度ナイターオフシーズン（通称：シーズン4）
月曜
- エキサイトスポーツ（18:10ごろ）
- Kakiiin Special（19:00）
  - 月曜：バンドブーム回顧録
- Kakiiin Buyers（19:47ごろ）
- MONDAY MUSIC GUEST（20時台）
  - 週替わりの音楽ゲストコーナー

火曜〜金曜
- エキサイトスポーツ（18:10ごろ）
- Kakiiin Special（19:00）
  - 火曜：Music Words
    - 歌詞から音楽を再発見するコーナー

  - 水曜：マスト・バイ！
    - 毎回ゲストがパーソナリティにお薦めの楽曲をセールスするコーナー。パーソナリティは実際にその場で気に入ったら購入する。

  - 木曜：生しばり
    - 生演奏にこだわるコーナー

  - 金曜：フライデーロック！1曲入魂！
    - ロックの名曲を紹介するコーナー
- Kakiiin Legend（20時台）
  - 火曜：デーモン閣下（聖飢魔II）
    - アーティスト地獄送り
    - 魔界簡易裁判所
    - 天使の歌声見つけました
    - ご当地ソングいらっしゃーい（2010年11月30日から「ご当地の乱」に）

  - 水曜：槇原敬之
    - ニルヴァーナ（もしくはメリヤス）の行く資料室の旅！（2010年12月より）
    - BGM-バックグラウンドメモリー-〜あなたの人生の後ろで流れていた1曲〜
    - 思えばかなう
    - 何語でもいいじゃん！
    - 自由時間！

  - 木曜：サンプラザ中野くん（爆風スランプ）
    - ワタクシ
    - 無理な新歌詞募集のコーナー（2010年12月9日終了）
    - 新コーナー企画募集のコーナー（2010年12月23日より）
    - これができたらすごい!のコーナー
    - サンプラザ中野くんの川柳コーナー
    - 音頭でありまんすのコーナー（この2つは新コーナー募集のコーナーより誕生した）

  - 金曜：JILL（PERSONZ）　*3月18日放送分が最終出演となった。
    - こーんな時はおまじない！JILLのMAGIC MOMENTS！
    - 人生どうにかなるもんです
    - ニューサントラワールド
    - 地方のラブコール！
    - ロックスクール
- ラストソングクイズ（21時台） － 3つのヒントをもとに番組の最後にかけられる楽曲を予想する懸賞付きのクイズ。
- Music Creators（21:30ごろ）
  - 隔週火曜：鶴／Lyu:Lyu
  - 隔週水曜：ヒダカトオル（BEAT CRUSADERS）／Fire Lily（ファイアー・リリー）
  - 隔週木曜：meg rock／ALLaNHiLLZ(アランヒルズ）
  - 隔週金曜：ソノダバンド

### 2010年度ナイターインシーズン（通称：シーズン3.5）
- エキサイトスポーツ（19:00）
- Music Selectors（19:00）
- Kakiiin buyers（19:40）
- Music Creators（20:30）
  - 出演：serial TV drama
- ラストソングクイズ（20:48）

### 2009年度ナイターオフシーズン（通称：シーズン3）
月曜
- 東京ガス お家のコンシェルジュ（18:45ごろ）
  - 香田晋
- Kakiiin Buyers（19:47ごろ）
- Kakiiin ×（クロス）（20時台）

火曜〜金曜
- エキサイトスポーツ（18:10ごろ）
- ジャパネットたかたラジオショッピング（18:25ごろ、木曜・金曜）
- Music Selectors（19:00）
  - 隔週月曜：田中知之
  - 隔週木曜：須永辰緒
  - 隔週金曜：マーティ・フリードマン
- Kakiiin Legend（20時台）[4]
  - 火曜：デーモン閣下（聖飢魔II）
    - 閣下、電波にしてください!
    - 悪魔の音楽処方箋
    - アーティスト地獄送り

  - 水曜：杏子（BARBEE BOYS）
    - 啓介・杏子の愛の劇場

  - 木曜：大友康平（HOUND DOG）
    - バトルメールラジオ

  - 金曜：寺田恵子（SHOW-YA）
    - Rock・ロックこんにちわ。
    - ガーリーロック
    - ハガキを下さい
- ラストソングクイズ（21時台） － 3つのヒントをもとに番組の最後にかけられる楽曲を予想する懸賞付きのクイズ。
- 21:10ごろ
  - 火曜：
    - 5分でわかる！音楽著作権講座（2009年10月 - 11月）
    - 後藤麻衣の心配ないさぁ〜!!（後藤麻衣・大西ライオン）2010年1月19日 - 同年3月30日（同年4月5日より、月曜 - 金曜24:50 - 25:00の帯番組として独立）

  - 金曜：穂花の「ホントだよ」（2010年5月10日よりポッドキャスト限定番組として再開）
- Music Creators（21:30ごろ）
  - 隔週火曜：吉田山田
  - 隔週水曜：ウラニーノ／saigenji
  - 隔週木曜：高野健一（pal@pop）／ナカムラヒロシ(i-dep)

### 2009年度ナイターインシーズン（通称：シーズン2.5）
- Kakiiin Labo（18:20）
- 東京ガス お家のコンシェルジュ（18:45）
- Kakiiin Select（19:15）
- Kakiin Music Factory（20:20）
  - 週替わり出演：城南海／SOFFet／saigenji

### 2008年度ナイターオフシーズン（通称：シーズン2）
- Kakiiin Special （19:20ごろ）
  - 火曜：お家のコンシェルジュ
  - 水曜：内藤大助・ラジオパンチドランカー
    - 内藤がリスナーからの相談に回答する。
- Kakiiin Select （20:30ごろ）
  - 火曜：半田健人　昭和歌謡曲が中心
  - 水曜：田中知之　毎回1テーマで選曲
  - 木曜：林家正蔵　ジャズを中心とした選曲（隔週出演）
  - 金曜：毎回ゲストが登場
- Kakiiin Mix （21:30ごろ）
  - 火曜 - B-Side Collection
    - ヒット曲のB面にどのような曲が入っているのかをオンエアーする。

  - 水曜 - Music Factory（aluto、竹仲絵里、高野健一 週替わり出演）
    - 出演者によって内容は異なるが、高野とalutoはリスナーのメールをテーマにした新曲を発表する。

  - 木曜 - One Artist Special
    - 一人のアーティストの人気投票

  - 金曜 - Kakiiin Live
    - 毎回出演者は異なり、カバーのライブを披露する。

### 2007年度ナイターオフシーズン（通称：シーズン1）
- Kakiiin Man （火曜・木曜・金曜19:30ごろ）
  - 日替わりのゲストコーナー。各方面のマニアを招いた。
- 内藤大助・ラジオパンチドランカー （水曜19:30ごろ）
- Kakiiin Booth（20:30ごろ）
  - 火曜：山田五郎
    - 「聞く年表」と題して、特定の1年を振り返った。

  - 水曜：名越康文
  - 木曜：井筒和幸
    - 毎回、その日にあった気になったニュースについて討論

  - 金曜：ブラザートム
- Kakiiin Mix（21:30ごろ）
  - 火曜 - アーティスト特集
  - 水曜 - 著名人による選曲・プレイリスト
  - 木曜 - インターネットラジオOTTAVAによるクラシック特集
  - 金曜 - スタジオライブ

### コーナー備考
「Kakiiin Man」「内藤大助 ラジオパンチドランカー」「Kakiiin Booth」「穂花のホントだよ」などは、ポッドキャストで配信されていた。2016年6月のTBS RADIO podcasting954の廃止以前に、すべて配信は終了した。

## 番組から生まれた曲
- つながり（alüto）
- You are mine（Sotte Bosse）
- ことほぎ〜君への遺言〜（高野健一）[5]
- A.T.M Featuring 土井敏之（大野雄二&ルパンティックファイヴ）
- 音頭deありまんす!（赤坂音頭マシーン〈AOM〉withサンプラザ中野くん）

## スタッフ
- プロデューサー：内田伸、萩原慶太郎
- ディレクター：菊池、萩原、海老名、梶原、花房達也、大信陽一
- アシスタントディレクター：蓑和田裕介[6]、服部

## 過去のネット局
2010年度ナイターオフ（シーズン4）時点
| 放送対象地域  | 放送局名          | 2007 年度 | 2008 年度 | 2009 年度 | 2010 年度 |
| ------------- | ----------------- | --------- | --------- | --------- | --------- |
| 青森県        | 青森放送(RAB)     | ○         | ○         | ○         | ○         |
| 岩手県        | IBC岩手放送       | ○         | ○         | ○         | ○         |
| 宮城県        | 東北放送(TBC)     | ○         | ○         | ○         | ○         |
| 秋田県        | 秋田放送(ABS)     | ○         | ○         | ○         | ○         |
| 山形県        | 山形放送(YBC)     | ○         | ○         | ○         | ○         |
| 福島県        | ラジオ福島(RFC)   | ○         | -         | -         | -         |
| 新潟県        | 新潟放送(BSN)     | ○         | -         | ○         | ○         |
| 富山県        | 北日本放送(KNB)   | ○         | ○         | ○         | ○         |
| 石川県        | 北陸放送(MRO)     | ○         | ○         | -         | -         |
| 福井県        | 福井放送(FBC)     | ○         | ○         | ○         | ○         |
| 山梨県        | 山梨放送(YBS)     | ○         | ○         | ○         | ○         |
| 長野県        | 信越放送(SBC)     | ※1        | ※2        | ○         | ○         |
| 静岡県        | 静岡放送(SBS)     | ○         | ○         | ○         | ○         |
| 中京広域圏    | 中部日本放送(CBC) | ○         | ○         | ○         | ○         |
| 鳥取県 島根県 | 山陰放送(BSS)     | ○         | ○         | ○         | ○         |
| 岡山県        | 山陽放送(RSK)     | ○         | ○         | ○         | ○         |
| 広島県        | 中国放送(RCC)     | ○         | ○         | ○         | ○         |
| 山口県        | 山口放送(KRY)     | ○         | ○         | ○         | ○         |
| 徳島県        | 四国放送(JRT)     | ○         | ○         | ○         | ○         |
| 愛媛県        | 南海放送(RNB)     | ○         | ○         | ○         | ○         |
| 高知県        | 高知放送(RKC)     | ○         | ○         | ○         | ○         |
| 長崎県 佐賀県 | 長崎放送(NBC)     | ○         | ○         | ○         | ○         |
| 大分県        | 大分放送(OBS)     | ○         | ○         | ○         | ○         |
| 宮崎県        | 宮崎放送(MRT)     | ○         | ○         | ○         | ○         |
| 鹿児島県      | 南日本放送(MBC)   | ○         | ○         | ○         | ○         |

○は火曜〜金曜、※1は水曜・木曜、※2は水曜〜金曜をそれぞれネット。-はネットなし。

### 備考
- 全国共通の帯スポンサーが付かないローカルセールス枠のため、曜日・地域によっては自社制作の特別番組に差し替えとなる場合もある。キー局TBSラジオが特別番組を放送する場合、当番組は裏送りとなる。
- 20時56分から58分にはローカル枠が設けられていた。キー局のTBSラジオでは道路情報を放送しているが、大半のネット局ではTBSからのBGMのみを放送している（事実上のフィラー扱い）。なお、2008年11月の一時期、2007年度から使われたBGM部分は、TBSラジオのお薦め曲をかける「Monthly Recommends」[7]に変更されたことがある。